# Unterrosphe
Unterrosphe ist ein Stadtteil von Wetter (Hessen) im mittelhessischen Landkreis Marburg-Biedenkopf. Der Ort liegt südöstlich von Wetter am Rande des Burgwaldes.

## Geschichte

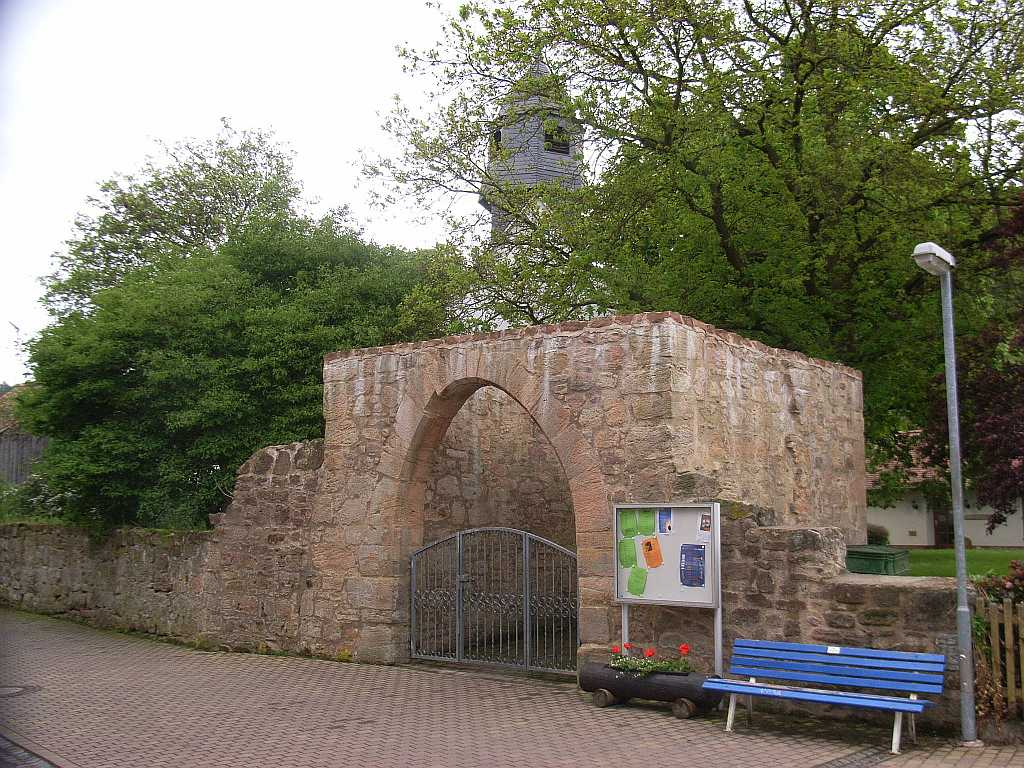
Historische Mauerreste an der Dorfkapelle

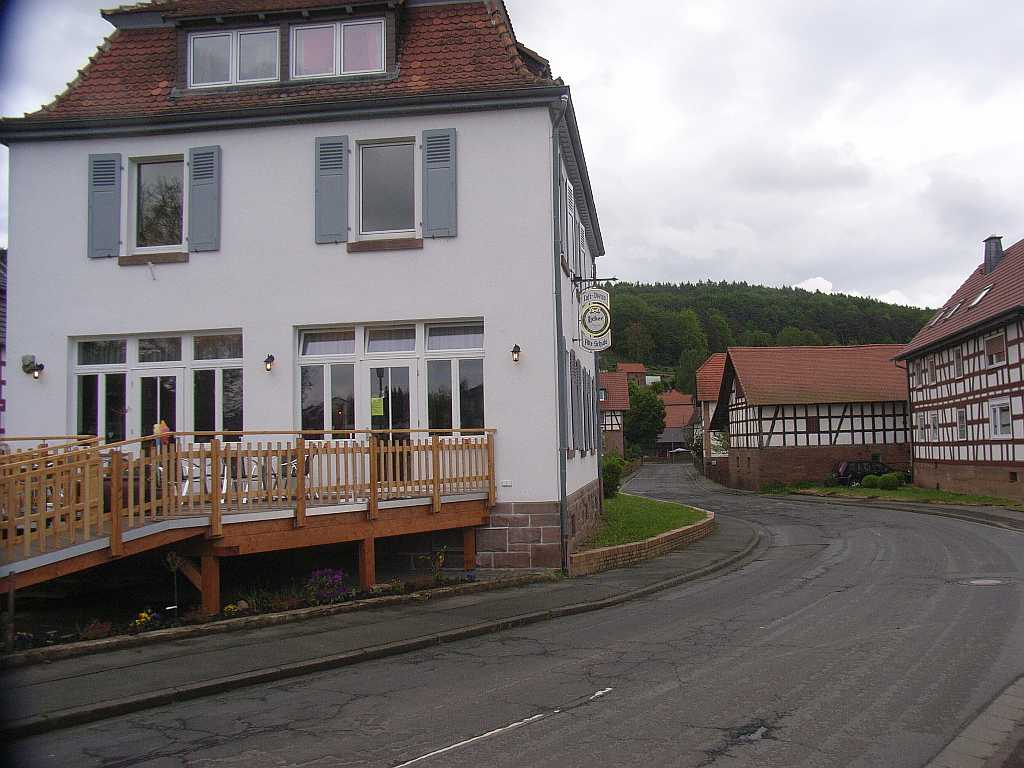
Alte Schule im Ortskern

### Ortsgeschichte
Die älteste bekannte schriftliche Erwähnung von Unterrosphe erfolgte unter dem Namen Rosaffa, et Rosaha wird in die Zeit 807–814 datiert. Die Datierung erfolgte nach einer Abschrift aus dem 12. Jahrhundert, wobei ungeklärt ist, ob es sich auf die Wüstung Oberste-Rospe, Ober-, Mittel- oder Unterrosphe bezieht. Weitere Erwähnungen erfolgten unter dem Namen de Inferiori Rosfe (1232), inferior Rosfe (1272), inferior Roisphe (1317), Niderstin Rosphe (1347), Nydernrosfe (1374), Understerosse (1528), Underst-Roßphe (1577), Nidder-Rosphe (1630) und Unterrosphe (1812).
Die Kirche stammt vermutlich aus dem 12. Jahrhundert.
Zum 31. Dezember 1971 wurde die bis dahin selbständige Gemeinde Unterrosphe im Zuge der Gebietsreform in Hessen auf freiwilliger Basis in die Stadt Wetter (Hessen-Nassau) (damaliger Name der Stadt) eingegliedert.
Für den Ortsteil Unterrosphe, wie für alle Ortsteile von Wetter, wurde ein Ortsbezirk eingerichtet.

### Verwaltungsgeschichte im Überblick
Die folgende Liste zeigt die Staaten und Verwaltungseinheiten, denen Unterrosphe angehört(e):
- vor 1567: Heiliges Römisches Reich, Landgrafschaft Hessen, Amt Wetter[8]
- ab 1567: Heiliges Römisches Reich, Landgrafschaft Hessen-Marburg, Amt Wetter[9]
- 1604–1648: Heiliges Römisches Reich, strittig zwischen Landgrafschaft Hessen-Darmstadt und Landgrafschaft Hessen-Kassel (Hessenkrieg), Amt Wetter
- ab 1648: Heiliges Römisches Reich, Landgrafschaft Hessen-Kassel, Amt Wetter
- ab 1806: Landgrafschaft Hessen-Kassel, Amt Wetter
- 1807–1813: Königreich Westphalen, Departement der Werra, Distrikt Marburg, Kanton Wetter
- ab 1815: Kurfürstentum Hessen, Amt Wetter[10]
- ab 1821: Kurfürstentum Hessen, Provinz Oberhessen, Kreis Marburg[11][Anm. 2]
- ab 1848: Kurfürstentum Hessen, Bezirk Marburg
- ab 1851: Kurfürstentum Hessen, Provinz Oberhessen, Kreis Marburg
- ab 1867: Königreich Preußen, Provinz Hessen-Nassau, Regierungsbezirk Kassel, Kreis Marburg
- ab 1871: Deutsches Reich,  Königreich Preußen, Provinz Hessen-Nassau, Regierungsbezirk Kassel, Kreis Marburg
- ab 1918: Deutsches Reich, Freistaat Preußen, Provinz Hessen-Nassau, Regierungsbezirk Kassel, Kreis Marburg
- ab 1944: Deutsches Reich, Freistaat Preußen, Provinz Kurhessen, Landkreis Marburg
- ab 1945: Amerikanische Besatzungszone, Groß-Hessen, Regierungsbezirk Kassel, Landkreis Marburg
- ab 1946: Amerikanische Besatzungszone, Hessen, Regierungsbezirk Kassel, Landkreis Marburg
- ab 1949: Bundesrepublik Deutschland, Hessen, Regierungsbezirk Kassel, Landkreis Marburg
- ab 1972: Bundesrepublik Deutschland, Hessen, Regierungsbezirk Kassel, Landkreis Marburg, Stadt Wetter (Hessen)[Anm. 3]
- ab 1974: Bundesrepublik Deutschland, Hessen, Regierungsbezirk Kassel, Landkreis Marburg-Biedenkopf, Stadt Wetter
- ab 1981: Bundesrepublik Deutschland, Hessen, Regierungsbezirk Gießen, Landkreis Marburg-Biedenkopf, Stadt Wetter

### Gerichte seit 1821
Mit Edikt vom 29. Juni 1821 wurden in Kurhessen Verwaltung und Justiz getrennt. Der Kreis Marburg war für die Verwaltung und das Justizamt Wetter war als Gericht in erster Instanz für Unterrosphe zuständig. Nach der Annexion Kurhessens durch Preußen erfolgte am 1. September 1867 die Umbenennung des bisherigen Justizamtes in Amtsgericht Wetter. Auch mit dem Inkrafttreten des Gerichtsverfassungsgesetzes (GVG) 1877 blieb das Amtsgericht bestehen. 1943 wurde das Amtsgericht Zweigstelle des Amtsgerichts Marburg und 1946 wurde auch die Zweigstelle geschlossen. Der Bezirk des Amtsgerichts Wetter ging im Bezirk des Amtsgerichts Marburg auf.

## Bevölkerung

### Einwohnerstruktur 2011
Nach den Erhebungen des Zensus 2011 lebten am Stichtag dem 9. Mai 2011 in Unterrosphe 597 Einwohner. Darunter waren 6 (= 1,0 %) Ausländer.
Nach dem Lebensalter waren 108 Einwohner unter 18 Jahren, 281 zwischen 18 und 49, 120 zwischen 50 und 64 und 105 Einwohner waren älter. Die Einwohner lebten in 240 Haushalten. Davon waren 54 Singlehaushalte, 69 Paare ohne Kinder und 90 Paare mit Kindern, sowie 24 Alleinerziehende und 6 Wohngemeinschaften. In 36 Haushalten lebten ausschließlich Senioren und in 165 Haushaltungen leben keine Senioren.

### Einwohnerzahlen
| Quelle: | Historisches Ortslexikon                                                                               |
| • 1502: | 10 Männer                                                                                              |
| • 1577: | 18 Hausgesesse                                                                                         |
| • 1580: | 11 Ackerleute, 6 Einläuftige                                                                           |
| • 1630: | 17 Hausgesesse (4 vierspännige, 2 dreispannige, 3 zweispännige Ackerleute, 8 Einläuftige)              |
| • 1681: | 14 hausgesessene Mannschaften                                                                          |
| • 1747: | 26 Haushalte                                                                                           |
| • 1820: | 30 Häuser, 216 Einwohner                                                                               |
| • 1838: | 224 Einwohner (Familien: 22 nutzungsberechtigte, 20 nicht nutzungsberechtigte Ortsbürger, 5 Beisassen) |

| Unterrosphe: Einwohnerzahlen von 1784 bis 2020 | Unterrosphe: Einwohnerzahlen von 1784 bis 2020 | Unterrosphe: Einwohnerzahlen von 1784 bis 2020 | Unterrosphe: Einwohnerzahlen von 1784 bis 2020 | Unterrosphe: Einwohnerzahlen von 1784 bis 2020 |
| --- | ---------------------------------------------- | ---------------------------------------------- | ---------------------------------------------- | ---------------------------------------------- |
| Jahr |                                                |                                                |                                                | Einwohner                                      |
| 1784 | 1784                                           |                                                | 187                                            | 187                                            |
| 1800 | 1800                                           |                                                | ?                                              | ?                                              |
| 1820 | 1820                                           |                                                | 216                                            | 216                                            |
| 1834 | 1834                                           |                                                | 231                                            | 231                                            |
| 1840 | 1840                                           |                                                | 252                                            | 252                                            |
| 1846 | 1846                                           |                                                | 274                                            | 274                                            |
| 1852 | 1852                                           |                                                | 279                                            | 279                                            |
| 1858 | 1858                                           |                                                | 277                                            | 277                                            |
| 1864 | 1864                                           |                                                | 273                                            | 273                                            |
| 1871 | 1871                                           |                                                | 266                                            | 266                                            |
| 1875 | 1875                                           |                                                | 262                                            | 262                                            |
| 1885 | 1885                                           |                                                | 271                                            | 271                                            |
| 1895 | 1895                                           |                                                | 279                                            | 279                                            |
| 1905 | 1905                                           |                                                | 283                                            | 283                                            |
| 1910 | 1910                                           |                                                | 293                                            | 293                                            |
| 1925 | 1925                                           |                                                | 308                                            | 308                                            |
| 1939 | 1939                                           |                                                | 357                                            | 357                                            |
| 1946 | 1946                                           |                                                | 509                                            | 509                                            |
| 1950 | 1950                                           |                                                | 504                                            | 504                                            |
| 1956 | 1956                                           |                                                | 479                                            | 479                                            |
| 1961 | 1961                                           |                                                | 467                                            | 467                                            |
| 1967 | 1967                                           |                                                | 517                                            | 517                                            |
| 1976 | 1976                                           |                                                | 554                                            | 554                                            |
| 1985 | 1985                                           |                                                | ?                                              | ?                                              |
| 1995 | 1995                                           |                                                | 604                                            | 604                                            |
| 2005 | 2005                                           |                                                | ?                                              | ?                                              |
| 2011 | 2011                                           |                                                | 597                                            | 597                                            |
| 2015 | 2015                                           |                                                | 575                                            | 575                                            |
| 2020 | 2020                                           |                                                | 579                                            | 579                                            |
| Datenquelle: Historisches Gemeindeverzeichnis für Hessen: Die Bevölkerung der Gemeinden 1834 bis 1967. Wiesbaden: Hessisches Statistisches Landesamt, 1968. Weitere Quellen: LAGIS; Städteatlas Hessen; Stadt Wetter; Zensus 2011 |                                                |                                                |                                                |                                                |

### Historische Religionszugehörigkeit
| Quelle: | Historisches Ortslexikon                                               |
| • 1861: | alle Einwohner evangelisch-lutherisch                                  |
| • 1885: | 271 evangelische (100 %) Einwohner                                     |
| • 1961: | 404 evangelische (84,34 %), 50 römisch-katholische (10,44 %) Einwohner |

### Historische Erwerbstätigkeit
| Quelle: | Historisches Ortslexikon |
| • 1784: | 187 Einwohner. Erwerbspersonen: 6 Zimmerleute, ein Hufschmied, ein Schneider, zwei Wagner, ein Pottaschensieder, fünf zünftige Leineweber, ein Schäfer, ein Tagelöhner, fünf einzelne Weibspersonen. |
| • 1838: | Familien: 24 Ackerbau, 3 Gewerbe, 19 Tagelöhner. |
| • 1961: | Erwerbspersonen: 97 Land- und Forstwirtschaft, 93 Produzierendes Gewerbe, 29 Handel und Verkehr, 24 Dienstleistungen und Sonstiges.                                                                  |

## Politik
Für Unterrosphe besteht ein Ortsbezirk (Gebiete der ehemaligen Gemeinde Unterrosphe) mit Ortsbeirat und Ortsvorsteher nach der Hessischen Gemeindeordnung. Der Ortsbeirat für den Ortsbezirk Wetter besteht aus fünf Mitgliedern. Die Wahlbeteiligung zur Wahl des Ortsbeirats bei der Kommunalwahl 2021 betrug 54,87 %. Alle Kandidaten gehörten der „Einheitslisteliste“ an. Der Ortsbeirat wählte Sarah Payerl zur Ortsvorsteherin.

## Infrastruktur
- Südwestlich des Ortes verläuft die Bundesstraße 252. Die Buslinie 61 des Regionalen Nahverkehrsverbandes Marburg-Biedenkopf von Wetter nach Marburg stellt den Öffentlichen Personennahverkehr sicher.
- Unterrosphe gehört zur evangelisch-lutherischen Kirchengemeinde Rosphetal-Mellnau.
- Im Dorf gibt es die Kindertagesstätte Sterntaler und die Burgwaldkita, einen Tennisplatz,  ein Bürgerhaus und eine Sportanlage.